# Zdeněk Hřib
Zdeněk Hřib (sinh ngày 21 tháng 5 năm 1981) là một người quản lý, bác sĩ và chính trị gia người Séc, đang giữ chức Thị trưởng Prague kể từ tháng 11 năm 2018.
Ban đầu là một bác sĩ, Hřib giữ các vị trí quản lý và tư vấn trong các tổ chức chăm sóc sức khỏe nhà nước, doanh nghiệp và phi lợi nhuận chuyên về số hóa, kiểm soát chất lượng dịch vụ và bảo vệ người tiêu dùng. Ông đã không thành công trong cuộc bầu cử thành phố Praha 2014, nhưng nhậm chức sau cuộc bầu cử thành phố 2018, nơi Đảng Hải tặc đứng thứ hai và thành lập một liên minh cầm quyền với các đảng đứng thứ ba và thứ tư nắm giữ 39/65 ghế trong Hội đồng thành phố Praha.

## Tiểu sử
Zdeněk Hřib sinh ngày 21 tháng 5 năm 1981 tại Slavičín, gần thành phố Zlín ở phía đông nam Cộng hòa Séc. Ông học y khoa tại Đại học Charles ở Praha và tham gia một chương trình trao đổi sinh viên ở Đài Loan.
Sau đó, Hřib giữ các vị trí quản lý trong ngành chăm sóc sức khỏe, tập trung vào số hóa các dịch vụ chăm sóc sức khỏe. Từ năm 2012, ông là giám đốc và người sáng lập một tổ chức phi lợi nhuận cung cấp kiểm soát chất lượng, đánh giá hiệu quả và tư vấn cho các nhà cung cấp dịch vụ chăm sóc sức khỏe cũng như bảo vệ người tiêu dùng cho khách hàng y tế.
Năm 2013, Hřib trở thành người ủng hộ có đăng ký của Đảng Hải tặc Séc  và đã không thành công trong cuộc bầu cử thành phố Praha 2014.

## Thị trưởng Prague (2018 cho tới hiện tại)

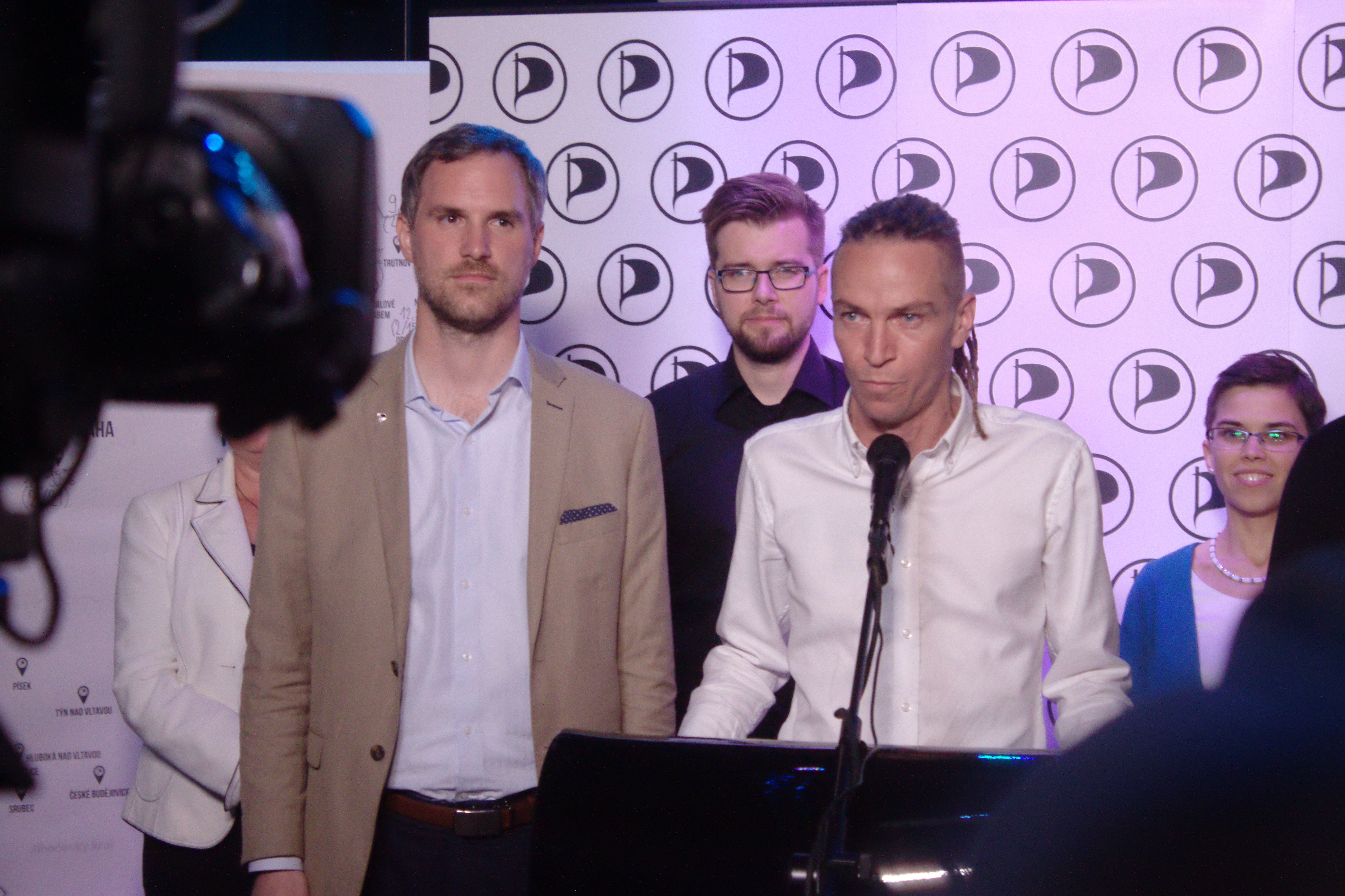
Hřib (trái) tại cuộc họp báo năm 2018 với phó chủ tịch đảng Jakub Michálek, chủ tịch Ivan Bartoš và phó chủ tịch Olga Richterová

Đảng Hải tặc đứng thứ hai trong cuộc bầu cử thành phố Praha 2018 giành được 13/65 ghế trong Hội đồng thành phố Praha và thành lập một liên minh cầm quyền với đảng đứng thứ ba và thứ tư nắm giữ tổng cộng 39 trên 65 ghế. Hřib, với tư cách là ứng cử viên hàng đầu Đảng Hải tặc với 75.082 phiếu, đã được bầu làm Thị trưởng Praha  vào ngày 15 tháng 11 năm 2018 bởi Hội đồng thành phố Praha và nắm chức vụ thay thế Adriana Krnáčová.

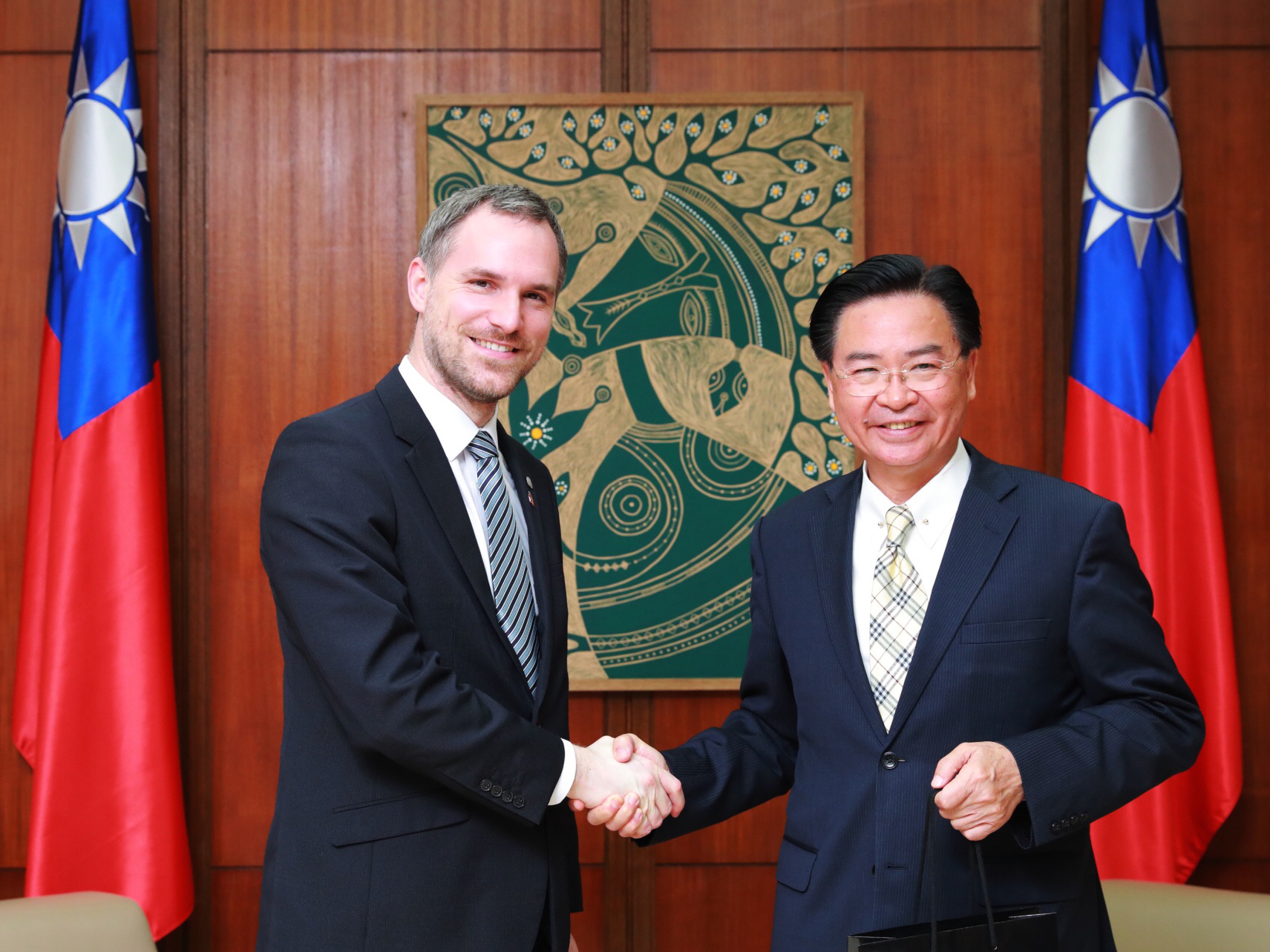
Hřib và Bộ trưởng Bộ Ngoại giao Đài Loan Joseph Wu vào tháng 4 năm 2019

Năm 2018, trong cuộc gặp với các nhà ngoại giao nước ngoài tại Praha, Hřib đã được Đại sứ Trung Quốc tại Cộng hòa Séc yêu cầu trục xuất đại diện của Đài Loan và Hřib đã từ chối làm như vậy. Ông đã chỉ trích một điều khoản của thỏa thuận thành phố thân hữu giữa Praha và Bắc Kinh liên quan đến nguyên tắc Một Trung Quốc và ông tuyên bố rằng chính sách này là "một vấn đề phức tạp của chính trị đối ngoại giữa hai quốc gia" và do đó "không có chỗ trong thỏa hiệp thành phố thân hữu".  Hib sau đó cũng chỉ trích một quyết định trả đũa của chính phủ Trung Quốc về việc hủy bỏ một chuyến du lịch Trung Quốc theo kế hoạch của Prague Philharmonia như là một việc chính trị hóa văn hóa. Theo The Guardian, Hřib chịu trách nhiệm khôi phục lại "hình ảnh của Cộng hòa Séc với tư cách là một nước đứng đầu về nhân quyền".
Vào ngày 17 tháng 1 năm 2019, Hřib đã kêu gọi hội đồng thành phố đặt tên một con đường ở Praha để vinh danh ông Paweł Adamowicz, cựu thị trưởng Gdańsk ở Ba Lan bị ám sát vào ngày 13 tháng 1 năm 2019. Vào ngày 5 tháng 6 năm 2019, con đường trong công viên Riegrovy Sady mang tên Adamowicz đã chính thức được khánh thành.
Vào tháng 12 năm 2019, Hřib là một trong bốn thị trưởng của các thủ đô của Nhóm Visegrad Praha, Warsaw, Bratislava và Budapest, đã ký một cái gọi là Hiệp ước Thành phố Tự do, đồng ý bảo vệ "các giá trị chung của tự do, nhân phẩm, dân chủ, bình đẳng, pháp trị, công bằng xã hội, khoan dung và đa dạng văn hóa ".